# Стиль (Франция)
Стиль (фр. Still) — коммуна на северо-востоке Франции в регионе Гранд-Эст (бывший Эльзас — Шампань — Арденны — Лотарингия), департамент Нижний Рейн, округ Мольсем, кантон Мюциг. До марта 2015 года коммуна административно входила в состав кантона Мольсем (округ Мольсем).
Площадь коммуны — 23,2 км², население — 1637 человек (2006) с тенденцией к росту: 1830 человек (2013), плотность населения — 78,9 чел/км².

## Население
Население коммуны в 2011 году составляло 1751 человек, в 2012 году — 1790 человек, а в 2013-м — 1830 человек.
| 1962 | 1968 | 1975 | 1982 | 1990 | 1999 | 2006 | 2008 | 2011 | 2012 | 2013 |
| ---- | ---- | ---- | ---- | ---- | ---- | ---- | ---- | ---- | ---- | ---- |
| 1196 | 1150 | 1147 | 1289 | 1314 | 1514 | 1637 | 1673 | 1751 | 1790 | 1830 |

Динамика населения:

## Экономика
В 2010 году из 1155 человек трудоспособного возраста (от 15 до 64 лет) 837 были экономически активными, 318 — неактивными (показатель активности 72,5 %, в 1999 году — 69,9 %). Из 837 активных трудоспособных жителей работали 808 человек (426 мужчин и 382 женщины), 29 числились безработными (13 мужчин и 16 женщин). Среди 318 трудоспособных неактивных граждан 102 были учениками либо студентами, 96 — пенсионерами, а ещё 120 — были неактивны в силу других причин.

## Достопримечательности (фотогалерея)
- Церковь Святого Матьяша
- Интерьер, вид на алтарь
- Алтарь с витражами
- Интерьер, вид на орган
- Купель
- Перемычка старой римской церкви
- Монумент павшим
- Памятник со статуей Иоанна II Лихтенберг
- «Гора Голгофа»
- Деталь: распятие
- Институт Слепых
- Здание фермы